# Cunquilla de Vidriales
Cunquilla de Vidriales es una localidad española del municipio de Granucillo, en la provincia de Zamora, y la comunidad autónoma de Castilla y León.

## Topónimo
El topónimo Cunquilla podría derivar del vocablo latino concha, con significado de cuenca, con una posible evolución de conc-/cunc-/cunq-, en el sentido de territorio rodeado de alturas, como señala Madoz cuando dice que es "el pueblo que está situado en lo más bajo y estrecho del Valle de Vidriales". El diminutivo también tendría origen latino, -ella (-illa), con significado de pequeño, como en otros pueblos de su entorno (Vecilla de la Polvorosa, Vecilla de Trasmonte y Quintanilla de Urz). Es decir, Cunquilla se seferiría a una pequeña cuenca, como muestra su paisaje.

## Ubicación
Se encuentra situado cerca del arroyo Almucera que, en épocas de crecida ha inundado casas y tierras cercanas. Está situado en el norte de la provincia de Zamora, en la parte más estrecha y baja del valle de Vidriales, dentro de la comarca de Benavente y Los Valles y del municipio de Granucillo. Su término se caracteriza por su notable riqueza paisajística.

## Historia
En la Edad Media, el territorio en el que se asienta Cunquilla quedó integrado en el Reino de León, cuyos monarcas habrían emprendido la fundación del pueblo.
Posteriormente, en la Edad Moderna, Cunquilla fue una de las localidades que se integraron en la provincia de las Tierras del conde de Benavente y dentro de esta en la Merindad de Vidriales y la receptoría de Benavente.
No obstante, al reestructurarse las provincias y crearse las actuales en 1833, Cunquilla pasó a formar parte de la provincia de Zamora, dentro de la Región Leonesa, quedando integrada en 1834 en el partido judicial de Benavente.

## Geografía humana

### Demografía
| Gráfica de evolución demográfica de Cunquilla de Vidriales entre 1842 y 1970 |
| |
| Población de derecho según los censos de población del INE Población de hecho según los censos de población del INEEntre el censo de 1981 y el anterior, este municipio desaparece porque se integra en el municipio 49092 (Granucillo) |

## Patrimonio

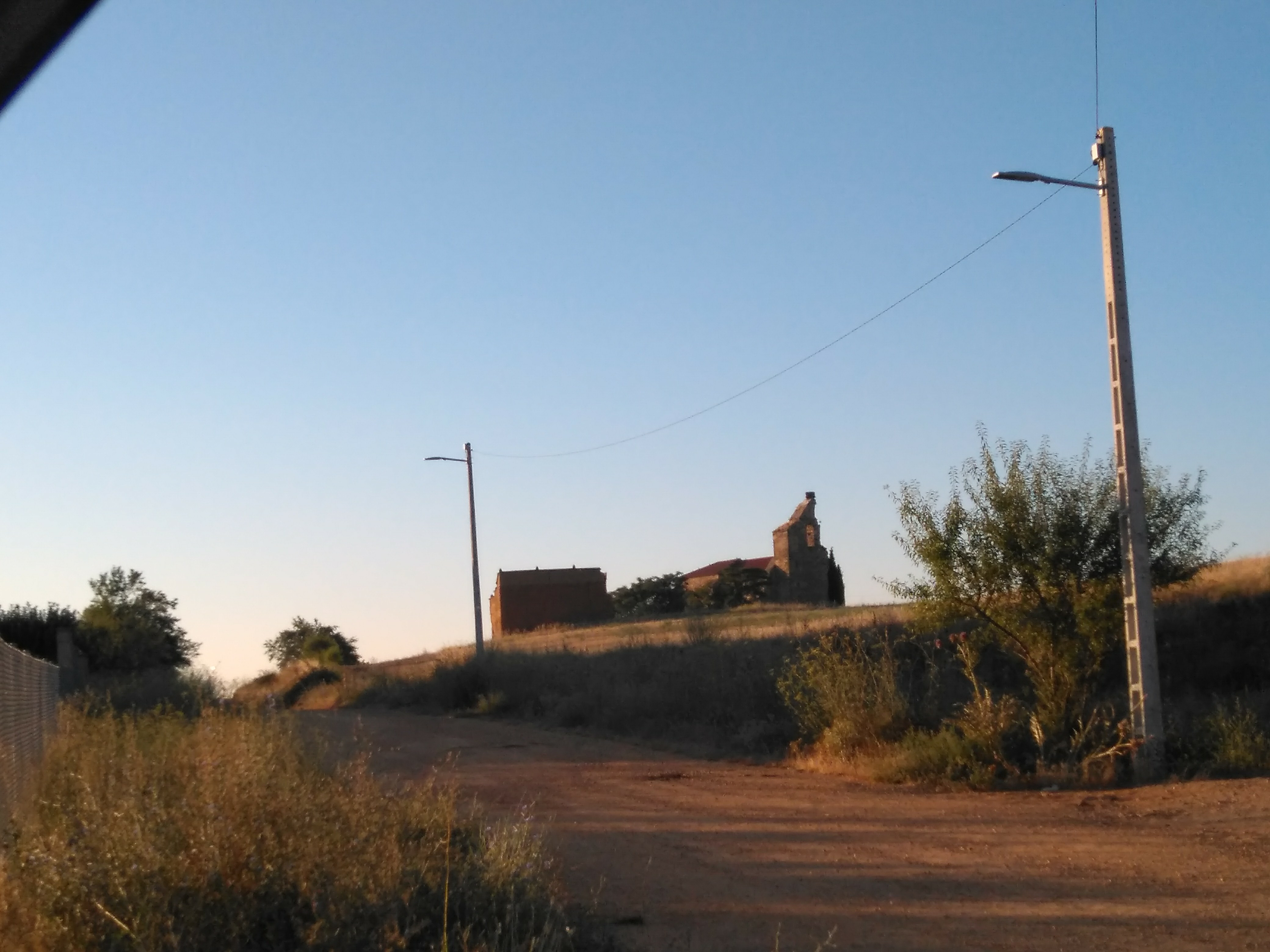
Iglesia.

El edificio más destacado de Cunquilla es su iglesia parroquial de San Miguel. Este inmueble presenta una portada del gótico tardío decorada a base de molduras y su torre campanario está llamativamente quebrada. Del interior destaca su hermoso artesonado y la bóveda del presbiterio, realizada con ladrillo. También destaca su retablo mayor, de grandes dimensiones y de estilo renacentista, y los retablos laterales des estilos renacentista y barrocos.

## Fiestas
Celebra la fiesta de su patrón, San Miguel, el 29 de septiembre.